# Barragem seca

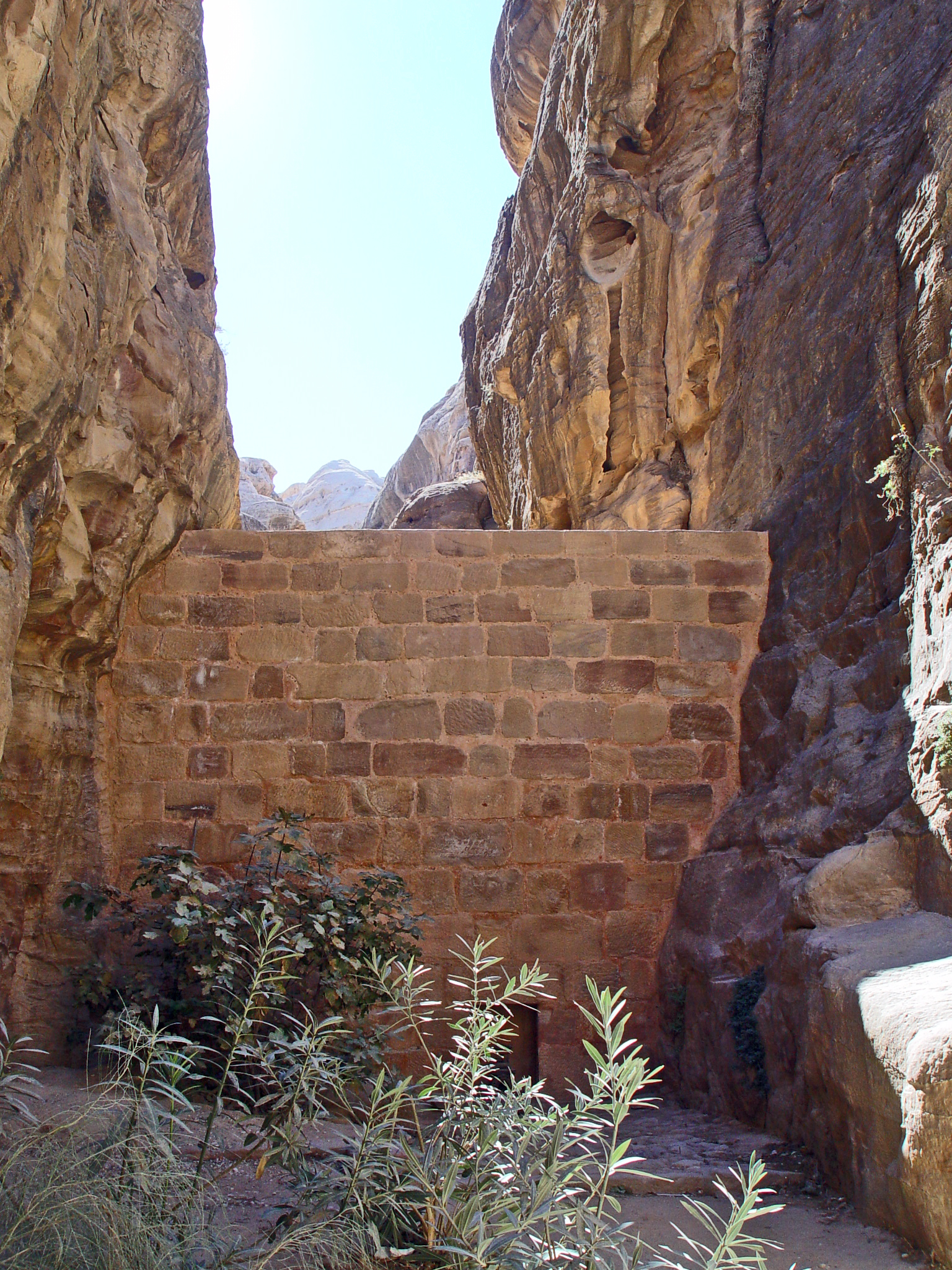
Barragem seca de Nabateus, em Petra Siq, Jordânia

Uma barragem seca é uma barragem construída para o propósito do controle de inundações. Barragens secas tipicamente não contém comportas ou turbinas, e têm intenção de permitir ao canal fluir livremente durante condições normais. Porém, durante períodos de chuva intensa, que de outra maneira causariam inundações, a barragem segura o excesso de água, liberando-a no fluxo sob taxa controlada.
O desenvolvimento de barragens secas teve o pioneirismo do Miami Conservancy District, que construiu 5 delas em afluentes do Great Miami River para prevenir inundação do Miami Valley e também Dayton, Ohio.